# Ионин, Георгий Дмитриевич
Гео́ргий Дми́триевич Ио́нин (5 декабря 1922 — 31 августа 2014) — советский военный деятель и педагог, артиллерист, участник Великой Отечественной войны, полковник в отставке, Герой Российской Федерации (10 апреля 1995 года, медаль № 138).
Был профессором кафедры тактики Общевойсковой Академии Вооруженных Сил Российской Федерации, кандидатом военных наук, имел почётное звание «Заслуженный работник высшей школы Российской Федерации» (12 апреля 2010 года).

## Биография
Родился 5 декабря 1922 года в Полтавской губернии, по национальности — русский. В 1940 году, после окончания средней школы был призван в РККА и направлен на учёбу в 3-е Ленинградское артиллерийское училище. Участник Великой Отечественной войны, в составе 1-й гвардейской дивизии сражался на Юго-Западном фронте, участвовал в Московской битве.
В ноябре 1942 года в Тамбове на базе дивизии был сформирован 1-й гвардейский механизированный корпус под командованием генерала Руссиянова. В составе этого корпуса Георгий Ионин и прошел всю дальнейшую войну. Отличился при окружении немецкой группировки под Сталинградом, в Ростовской операции в январе-феврале 1943 года. К концу войны имел звание майора и был назначен на должность командира дивизиона.
За успех в бою близ венгерского города Бичке, весь личный состав дивизиона награждён орденами и медалями, а его командир, Георгий Ионин представлен к званию Героя Советского Союза. Однако документы затерялись и награждение, в итоге, не произошло.
После войны Георгий Ионин продолжал службу в Советской Армии. Несколько лет служил в Заполярье, после чего поступил в Военную Академию имени М. В. Фрунзе, которую окончил с золотой медалью в 1953 году. В 1962 году он также закончил адъюнктуру при этой же академии и остался в ней работать. Трудился преподавателем, затем старшим преподавателем, профессором кафедры тактики. Имел ученую степень кандидата военных наук, ученые звания доцента и профессора.
После выхода в отставку продолжил работу в Военной академии имени Фрунзе, в том числе и после её преобразования в Общевойсковую Академию Вооруженных Сил Российской Федерации (с 1998 года). Являлся членом-корреспондентом Академии военных наук (1995), автором свыше 180 научных трудов, 9 учебников, участником разработки Боевых уставов Сухопутных войск, созданных в 1980-х годах.
10 апреля 1995 года Указом Президента Российской Федерации № 347 за мужество и героизм, проявленные в борьбе с немецко-фашистскими захватчиками в Великой Отечественной войне 1941—1945 годов, полковнику в отставке Георгию Дмитриевичу Ионину было присвоено звание Героя Российской Федерации с вручением знака особого отличия — медали «Золотая Звезда».
Жил в Москве, скончался 31 августа 2014 года, похоронен (после кремации) на Долгопрудненском кладбище.

## Награды

### Награды СССР
- Герой Российской Федерации (10 апреля 1995 года, медаль № 138)[6]
- орден Красного Знамени (18 февраля 1943 года)[7]
- орден Отечественной войны I степени (1945)[8]
- орден Отечественной войны II степени
- орден Александра Невского
- орден Красной Звезды
- орден «За службу Родине в Вооружённых Силах СССР» III степени
- медаль «За боевые заслуги»
- другие медали
- почётное звание «Заслуженный работник высшей школы Российской Федерации» (12 апреля 2010 года)

### Иностранные награды
- орден Венгерской Народной Республики